# ملا مرشد
الملا مرشد محمد السليمان، معلم تربوي ورجل دين كويتي ، ولد في عام 1907 وتوفي في 9 ديسمبر 1971 ، وهو صاحب مدرسة أهلية اسمها مدرسة الملا مرشد.

### سيرته ونهج مدرسته
ولد المربي الفاضل الملا مَرْشَد محمد السليمان عام 1325 ه‍ الموافق عام 1907 م في الكويت ، وقد أسّس مدرسة خاصة به في بيت خاص عام 1926 م، وتنقل بمدرسته من مكان لآخر حتى استقر في بيت بمنطقة المرقاب ، وتعتبر مدرسته من أهم المدارس الأهلية وأكثرها تقدما من حيث المواد الدراسية، وقد قامت بدور كبير في تعليم معظم الشخصيات الكويتية المساهمة في الوقت الحالي في خدمة الكويت في شتى المجالات، وبعد أن زاد عدد الدارسين لديه قام بإعادة تنظيم الدراسة فقسمها إلى أربعة فصول ، ووزع المواد الدراسية عليها بشكل يحقق للتلميذ التدرج في تلقي العلم، ويتشابه منهج الملا مَرْشَد مع المنهج المتبع في مدارس دولة الكويت الابتدائية اليوم، وذلك بتدريس اللغة الإنجليزية في الصف الرابع الابتدائي، واشتهرت مدرسته، ونالت سمعة طيبة، وتضاعف عدد الدارسين حتى ألحق الآباء أبناءهم في الدراسة أثناء العطلة الصيفية، وفي عام 1965 م بدأ به المرض وكبر سنه، فأغلق مدرسته، ووزع تلاميذه على المدارس الحكومية، وتوفي في عام 1391 هجري الموافق عام 1971 م.
ولد الملا مرشد محمد السليمان عام 1325هـ (1907ميلادية) في حي المرقاب - وهو احد أحياء مدينة الكويت القديمة - وترعرع فيه. يرجع نسب أسرة آل سليمان إلى قبيلة بني تميم العربية، حيث تنتمي هذه الأسرة إلى أسرة آل موسى من المشارفة من الوهبة سكان منطقة جريفة التابعة لمحافظة شقرا في قلب الجزيرة العربية وهضبة نجد. وآل موسى يرجعون في نسب إلى آل فارس سكان منطقة الداهنة المعروفين بمشارفة الوهبة، أي أن كل من ينتسب إلى مشارفة الوهبة هم من أبناء مشرف بن عمر بن معضاد بن ريس بن زاخر بن محمد بن عليوي بن وهيب الذي تنتمي إليه الوهبة وانتقل آل فارس إلى جريفة فيما بعد.
وعصبة محمد بن سليمان بن موسى بن فارس، هم (آل موسى في المملكة العربية السعودية، سكان منطقة جلاجل والقرية العيا)
وعصبة أخيه موسى بن سليمان بن موسى بن فارس هم آل سليمان في الكويت فإن ابن الأخير ويدعى سليمان بن موسى انتقل من جريفة إلى الكويت بين عامي 1280 و 1290هجرية (1863و 1873ميلادية) فاستقر به المقام هناك، ورزق بولدين هما محمد وعبدالله، أما محمد فرزق بولدين هما الملا سليمان والملا مرشد، وأما عبدالله فقد انقطع نسله.
ومن أهم وأبرز أعلام عائلة مرشد محمد السليمان صاحب المدرسة القديمة التي درس بها الأمير الراحل الشيخ جابر الأحمد الصباح واخوه الأمير الراحل الشيخ صباح الأحمد الصباح، وكذلك من أعلامهم أخوه الملا سليمان محمد السليمان، وكان معلما معه في المدرسة ذاتها، وكذلك العضو السابق في مجلس الأمة محمد سليمان المرشد عن الدائرة ١١ (الخالدية وقرطبة واليرموك) عام 1981م وعام 1985م وعام 1992م، وكذلك الابن البكر للملا مرشد السليمان السفير السابق في قطر أحمد مرشد السليمان ونائب مدير مكتب الأمير الراحل صباح الأحمد الصباح، والسفير السابق في فرنسا سامي محمد سليمان المرشد، وعبدالله مرشد السليمان مدير عام منطقة مبارك الكبير التعليمية سابقاً.
تلقى الملا مرشد محمد السليمان تعليمه كاملا في مدرسة المباركية على أيدي بعض الأساتذة الأفاضل الذين كانوا يتولون التدريس فيها في تلك الفترة، ومن أبرزهم الشيخ [[يوسف بن عيسى القناعي]]، وكان ناظر المدرسة وكان يدرّس اللغة العربية وآدابها، بالإضافة إلى الدين والتاريخ، والأستاذ [[عبدالملك الصالح المبيض]]، وكان يدرّس الحساب والخط، والشيخ القاضي [[أحمد الخميس]] وكان يدرّس تحفيظ القرآن، والشيخ يوسف الحمود وكان يدرّس الدين والفقه، والمؤرخ الشيخ [[عبد العزيز الرشيد]] وكان يدرس مادتي الفقه والتاريخ، والسيد [[عُمر عاصم الأزميري]] وكان يدرّس القرآن الكريم والتجويد، وأخيراً السيد [[حافظ وهبة]] وكان يدرس العلوم. وقد درس الملا مرشد على يد أساتذة وشيوخ العلم في بادئ الأمر؛ مما أهله لافتتاح مدرسته الأهلية فيما بعد عام 1926م، في بيت خاص به.
تحلى الملا مرشد محمد السليمان بالخلقَ الحسن، بالإضافة إلى العديد من الصفات الكريمة، وكذلك كان أخوه الملا سليمان محمد السليمان وجميع أقرانهم آنذاك حيث كانت فطراتهم نقية وأخلاقهم مستقيمة وأكفهم ندية، وكانت للأخلاق في قلوبهم منزلة راسخة ومكانة شامخة، يكرهون التكسر والتكلف والتشبه أشد الكره، ويحبون الكرم والشهامة والرجولة والنجدة.
يقول الأستاذ عبدالله محمد العجيري: ((كان الملا مرشد رحمه الله من أبرز الأساتذة الذين درست وتربيت على أيديهم لأنه يختلف عن بقية الأساتذة بكونه مربيا قديرا حريصا على طلابه، فكان دائما ما ينصح طلابه ويعرض عليهم الجديد من الكتب ويعمل على توجيه طلابه بشكل جيد جدا. ولا شك أن الملا مرشد السليمان رحمه الله هو الشخصية التربوية المميزة التي تأثرت بها، فما زلت أقدره حتى الآن وأعتبره مثلي الأعلى، فقد كان يحب الناس بشكل شديد ويتمنى الخير لهم، ويقدم لهم النصائح التربوية، ومن طبيعته حب زيادة معلومات طلابه وحرصه الشديد عليهم)).
ومن شدة حب الملا مرشد لتلاميذه وحبه لغرس العلوم بكافة أنواعها في عقولهم ونفوسهم، فقد كان يختار من تلاميذه مَنْ لديهم الاستعداد لاكتساب علوم أخرى غير المنهج الدراسي المعتاد فيبدأ بتعليمهم العلوم الأخرى التي تنفعهم في حياتهم العملية كقواعد اللغة العربية ومسك الدفتر، واللغة الإنجليزية.
وإذا سمع عن علم جديد لم يتعلمه ولا يعرفه كان يبادر إلى أن يتعلمه على يد المختصين فيه ومن ثم يقوم بتعليمه لطلابه.
لقد كان للملا مرشد ولمدرسته مكانة رائدة ورصيد كبير من الحب والتوقير والإجلال والعرفان في قلوب الكويتيين جميعاً؛ لا سيما من تلقوا العلم في مدرسته أو جلسوا بين يديه ونهلوا من معين علمه الثري وبحر معرفته الواسع. وإذا كان لكل معلم مكانة خاصة في قلوب مجتمعه وطلابه، فإن مكانة الملا مرشد كانت متميزة على قدر تميز دوره وتعاظم دور مدرسته في تعليم وإرشاد ووضع أقدام الكويت آنذاك على أولى خطوات النهضة التعليمية.
اهتم الملا مرشد بالعلم اهتماماً كبيراً، وأدرك للعلماء قدرهم ودورهم المهم في نهضة الأمم وبناء المجتمعات، كما أحب مهنة التدريس وأراد من خلالها أن يقدم شيئا لأبناء وطنه، ولذا بعد أن أنهى تعليمه في مدرسة المباركية اتجه إلى تأسيس مدرسته (مدرسة الملا مرشد) عام 1926م، والتي أصبحت بصمة في تاريخ التعليم الأهلي الكويتي، حيث تعد بشهادة الجميع أشهر مدرسة أهلية في كويت الماضي، لكونها تعتبر من أكثر المدارس الأهلية تطورا بمواد التدريس وأكثرها تقدماً وذلك بمقارنتها مع المدارس الأهلية الأخرى.
وقد أشرك شقيقه الملا سليمان في إدارة هذه المدرسة التي كانت تهدف إلى تعليم القرآن الكريم والقراءة والكتابة والخط والحساب، وكانت تمتاز بتقديم قواعد اللغة العربية والنحو، واللغة الإنجليزية، إضافة إلى الدين (الفقه والتوحيد)، ومسك الدفاتر، والأناشيد الوطنية والمادة الأدبية وقصص العرب وأشعارهم وآدابهم.
وظل الملا مرشد وأخوه الملا سليمان قائمين على تأدية هذه الرسالة المقدسة أكثر من ثلاثين عاما قبل انتشار المدارس الحكومية.

### استقطاب المدرسة لأبناء أعيان البلاد والأسرة الحاكمة
تخرج على يد الملا مرشد عدد كبير من التلاميذ، من أبرزهم: صاحب السمو الأمير الراحل الشيخ جابر الأحمد الجابر الصباح، وسمو الشيخ الأمير سعد العبدالله السالم الصباح، وسمو الشيخ سالم العلي السالم الصباح، وسمو الأمير الشيخ صباح الأحمد الجابر الصباح، والشيخ جابر العبد الله الجابر الصباح، والشيخ ناصر صباح الناصر الصباح والشيخ مبارك عبدالله الجابر الصباح، وعدد كبير من أفراد الأسرة الحاكمة وأبناء الكويت، وعلى سبيل المثال لا الحصر: أحمد عبدالعزيز السعدون، وعبد المحسن عبدالله السعد، ومحمد أحمد الغنام، ونصار عبدالله النصار، وعبدالرحمن أحمد السعد، ويوسف مطلق الزايد، والمستشار راشد عبدالمحسن الحماد، والعقيد متقاعد حمود مشاري الجار الله الخرافي، ود. صالح محمد العجيري، وعبدالعزيز محمد حمود الشايع، وعبد اللطيف فيصل الثويني، وأحمد غنام الرشيد وآخرين.
بعد الانتهاء من صلاة الفجر ذهب الملا مرشد إلى البيت فأحس بإعياء، وكان صائما فنقله أبناؤه على الفور إلى مستوصف الفيحاء.
وما إن وصل إلى المستوصف حتى وافته المنية.
توفي الملا مرشد صبيحة يوم الخميس الموافق ١٩٧١/١٢/٩ م الموافق ١٣٩١ هـ بعدما صلى الفجر في مسجد الخالدية (مسجد التركيت حاليا).
وأدى المصلون صلاة الجنازة عليه بعد صلاة الظهر في مسجد الخالدية ثم شيعت جنازته في موكب مهيب إلى مثواه في مقبرة الصليبخات.
كرم المؤتمر الوطني الثامن ((من الكويت نبدأ وإلى الكويت ننتهي) والمنعقد يوم ١٨ أبريل ٢٠١١ الملا مرشد محمد السليمان ضمن خمس شخصيات أثرت في الحياة السياسية والاجتماعية في الكويت، حيث شهد المؤتمر حشد كبير من المواطنين الذين حضروا لتذكر قيم وعادات أهل الكويت الطيبة، ومآثر من خلدهم التاريخ في كتابه بأعمالهم المميزة وخلقهم الرفيع.
-مسجد ملا مرشد محمد السليمان، منطقة الروضة
مدرسة الملا مرشد السليمان الإبتدائية للبنين، منطقة الدوحة